# Ehemaliges Amtshaus Mittelneufnach

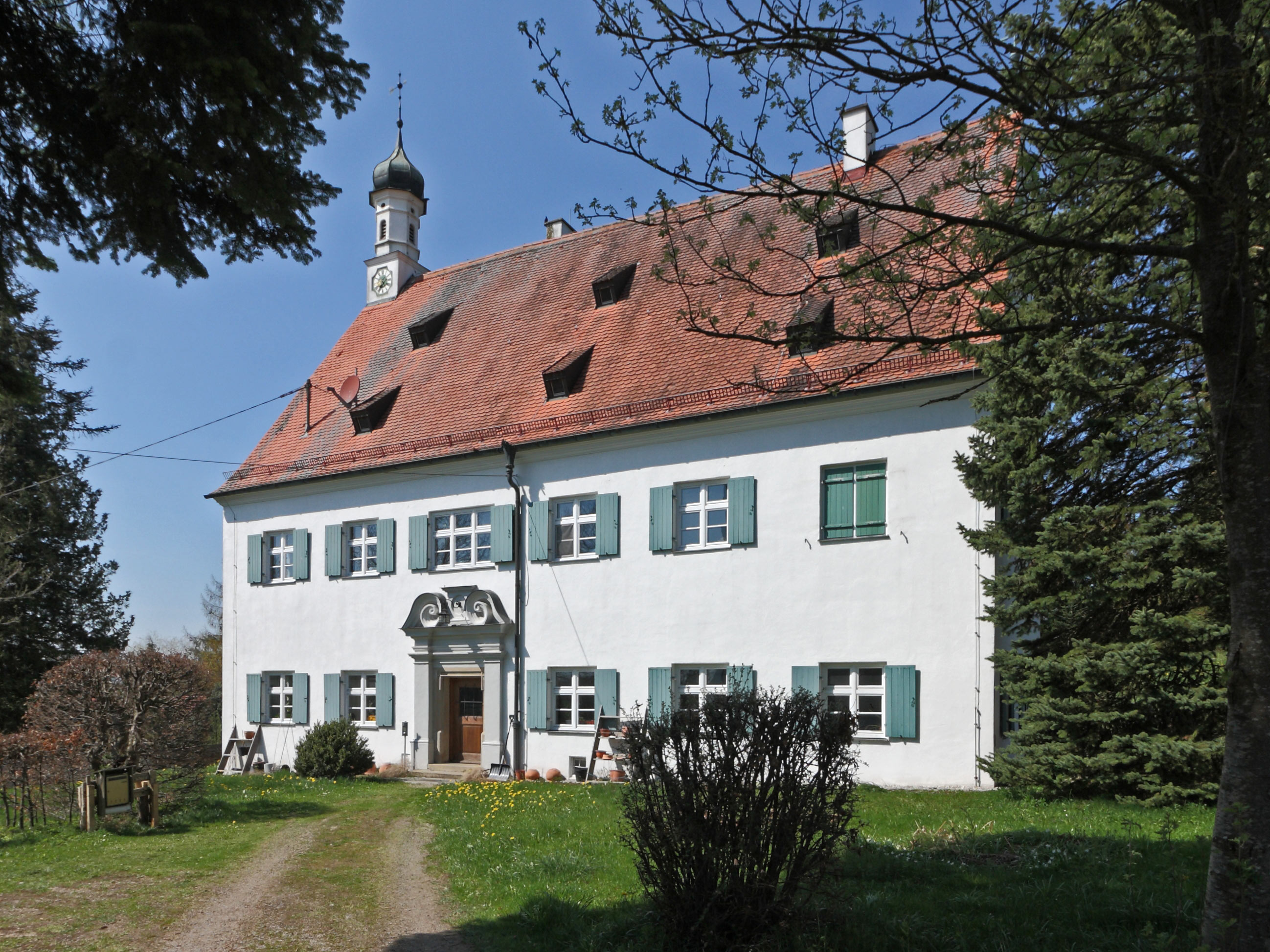
Ehemaliges Amtshaus in Mittelneufnach (2018)

Das ehemalige Amtshaus in Mittelneufnach, einer Gemeinde im Landkreis Augsburg im bayerischen Regierungsbezirk Schwaben, wurde Anfang des 16. Jahrhunderts errichtet und ist ein geschütztes Baudenkmal. Seit einiger Zeit befindet sich darin der Sitz des Forstreviers Mittelneufnach.

## Beschreibung
Das zweigeschossige Gebäude mit Steilsatteldach wurde 1515 erbaut und 1663 umgebaut. Auf dem Dach befinden sich kleine Schleppgauben und oben ist ein Dachreiter mit Zwiebelhaube aufgesetzt.
Zum Haus gehört ein ehemaliges Stallgebäude, das im Kern aus dem 17. oder 18. Jahrhundert stammt und später verändert wurde. Teilweise bestehen noch Reste einer Grundstücksummauerung aus dem 16. oder 17. Jahrhundert.